# Nati nel 1936/Settembre
| Questa pagina contiene informazioni ricavate automaticamente dalle voci biografiche con l'ausilio del template Bio e di un bot. L'aggiornamento è periodico e automatico e ricostruisce completamente la pagina. Se manca una persona in questa lista, sei pregato di non aggiungerla, ma accertati piuttosto che la sua voce biografica contenga il template Bio e che i dati anagrafici siano correttamente compilati. Se il template Bio manca, inseriscilo tu stesso o, in alternativa, metti l'avviso {{tmp\|Bio}} che ne segnala la mancanza. Se i dati riportati sono sbagliati, correggi direttamente la voce biografica; le modifiche saranno visibili in questa lista entro pochi giorni. Per chiarimenti vedi il progetto biografie. La lista contiene solo le 185 persone che sono citate nell'enciclopedia e per le quali è stato implementato correttamente il template Bio. Pagina aggiornata al 18 ago 2025. |

- 1º settembre - Giancarlo Bargoni, pittore italiano
- 1º settembre - Valerij Alekseevič Legasov, chimico sovietico († 1988)
- 1º settembre - Roderick Thorp, romanziere, investigatore privato e insegnante statunitense († 1999)
- 2 settembre - Len Carlson, doppiatore canadese († 2006)
- 2 settembre - Maxime Dorigo, ex cestista e allenatore di pallacanestro francese
- 2 settembre - Aldo Gaiga, ex calciatore italiano
- 2 settembre - Andrew Grove, ingegnere e imprenditore ungherese († 2016)
- 2 settembre - Franco Loriga, ex calciatore italiano
- 2 settembre - Giovanni Motetta, politico italiano
- 2 settembre - Rudolf Pesch, teologo tedesco († 2011)
- 2 settembre - Gaetano Vergazzola, calciatore e allenatore di calcio italiano († 2012)
- 3 settembre - Bruno Antonucci, politico italiano († 2014)
- 3 settembre - Zine El-Abidine Ben Ali, militare e politico tunisino († 2019)
- 3 settembre - Ico Cerutti, cantante, compositore e chitarrista italiano († 1999)
- 3 settembre - Anzor Lezhava, cestista sovietico († 1997)
- 3 settembre - John Olver, politico statunitense († 2023)
- 3 settembre - Jean-Baptiste Ré, cestista francese († 2016)
- 3 settembre - Kazuo Umezu, fumettista giapponese († 2024)
- 4 settembre - Ikki Kajiwara, fumettista giapponese († 1987)
- 4 settembre - Ubirajara Motta, calciatore brasiliano († 2021)
- 4 settembre - Judea Pearl, informatico israeliano
- 4 settembre - Federico Sacchi, calciatore argentino († 2023)
- 4 settembre - Ben Warley, cestista statunitense († 2002)
- 4 settembre - Yoshihisa Yoshikawa, tiratore a segno giapponese († 2019)
- 5 settembre - John Danforth, politico e diplomatico statunitense
- 5 settembre - Alcee Hastings, politico e magistrato statunitense († 2021)
- 5 settembre - Rainer Kahsnitz, storico dell'arte tedesco
- 5 settembre - Attilio Labis, ballerino francese († 2023)
- 5 settembre - Bill Mazeroski, giocatore di baseball statunitense
- 5 settembre - Knuts Skujenieks, poeta, giornalista e traduttore lettone († 2022)
- 5 settembre - James Kendrick Williams, vescovo cattolico statunitense
- 6 settembre - Lionello Cammarota, musicologo e direttore d'orchestra italiano
- 6 settembre - Gianna Quinti, cantante italiana
- 6 settembre - Ariella Reggio, attrice italiana
- 6 settembre - Rocco Talucci, arcivescovo cattolico italiano
- 7 settembre - Adelchi Galloni, illustratore italiano
- 7 settembre - Virginio Gazzolo, attore italiano
- 7 settembre - Marisa Gentilin, cestista italiana († 2021)
- 7 settembre - Bruce Gray, attore canadese († 2017)
- 7 settembre - Brian Hart, pilota automobilistico e imprenditore britannico († 2014)
- 7 settembre - Buddy Holly, cantautore e chitarrista statunitense († 1959)
- 7 settembre - Bob Krieger, fotografo e scultore italiano († 2020)
- 7 settembre - Elisabetta Mattana, lunghista italiana
- 7 settembre - Jean-Yves Tadié, docente e critico letterario francese
- 8 settembre - Raffaele Costa, politico italiano
- 8 settembre - Lady of the Dunes, statunitense († 1974)
- 8 settembre - Marco Lusini, artista italiano († 1989)
- 8 settembre - Francisco Santamaría, ex calciatore spagnolo
- 9 settembre - Bobby Baun, allenatore di hockey su ghiaccio e hockeista su ghiaccio canadese († 2023)
- 9 settembre - Attilio Bravi, lunghista italiano († 2013)
- 9 settembre - Hiroshi Hara, architetto giapponese († 2025)
- 9 settembre - Jerrold Immel, compositore statunitense
- 9 settembre - Carlos Ortiz, pugile portoricano († 2022)
- 9 settembre - Franco Sattolo, calciatore e allenatore di calcio italiano († 2023)
- 10 settembre - Michael Corballis, psicologo e neuroscienziato neozelandese († 2021)
- 10 settembre - Dimităr Largov, calciatore bulgaro († 2020)
- 10 settembre - Peter Lovesey, scrittore britannico († 2025)
- 10 settembre - Remo Morelli, ex calciatore e medico italiano
- 10 settembre - Christiane Nielsen, attrice tedesca († 2007)
- 10 settembre - Jörgen Persson, direttore della fotografia svedese
- 11 settembre - Antonio Bianchin, vescovo cattolico italiano († 1991)
- 11 settembre - Guido Bona, ex calciatore e allenatore di calcio italiano
- 11 settembre - Walter D'Hondt, ex canottiere canadese
- 11 settembre - Charles Dierkop, attore statunitense († 2024)
- 11 settembre - Vincenzo Virga, mafioso italiano
- 12 settembre - Miranda Cicognani, ginnasta italiana († 2025)
- 12 settembre - Joseph Hoàng Văn Tiệm, vescovo cattolico vietnamita († 2013)
- 12 settembre - Ricardo Ramírez, vescovo cattolico statunitense
- 12 settembre - Silvano Silvi, cantante italiano († 2020)
- 13 settembre - Stefano Delle Chiaie, politico italiano († 2019)
- 13 settembre - Nedeljko Dragić, animatore, regista e fumettista croato
- 13 settembre - Joe E. Tata, attore statunitense († 2022)
- 14 settembre - Angelo Autore, rugbista a 15 italiano († 2014)
- 14 settembre - Walter Koenig, attore statunitense
- 14 settembre - Anatolij Michajlov, ostacolista sovietico († 2022)
- 14 settembre - Ferid Murad, medico e farmacologo statunitense († 2023)
- 14 settembre - Lucas Samaras, scultore, fotografo e artista greco († 2024)
- 14 settembre - Ileana Stana-Ionescu, attrice e politica romena († 2024)
- 14 settembre - Nicol Williamson, attore britannico († 2011)
- 15 settembre - Mehmet Baturalp, cestista e allenatore di pallacanestro turco († 2017)
- 15 settembre - Ashley Cooper, tennista australiano († 2020)
- 15 settembre - Héda Frost, ex nuotatrice francese
- 15 settembre - Giovanni Gavagnin, cestista e allenatore di pallacanestro italiano († 2013)
- 15 settembre - Jorma Hotanen, pentatleta finlandese († 2018)
- 15 settembre - Yōichi Kotabe, fumettista e animatore giapponese
- 15 settembre - Lothar Warneke, regista, sceneggiatore e attore tedesco († 2006)
- 16 settembre - Yara Amaral, attrice brasiliana († 1988)
- 16 settembre - Gordon Beck, pianista e compositore britannico († 2011)
- 16 settembre - Luiz Alfredo Garcia-Roza, scrittore e psicanalista brasiliano († 2020)
- 16 settembre - Otto Göbl, bobbista tedesco († 2009)
- 16 settembre - Jakup Halil Mato, docente e critico letterario albanese († 2005)
- 16 settembre - Juhayman al-Otaybi, attivista saudita († 1980)
- 17 settembre - Attilio Boccazzi Varotto, fotografo, scrittore e traduttore italiano († 1995)
- 17 settembre - Gerald Guralnik, fisico statunitense († 2014)
- 17 settembre - Roland Hermann, baritono tedesco († 2020)
- 17 settembre - Rosa Russo Iervolino, politica italiana
- 17 settembre - Praski Vitti, pittore russo
- 17 settembre - Antioco Piseddu, vescovo cattolico italiano († 2025)
- 17 settembre - Chet Raymo, scrittore e docente statunitense
- 17 settembre - Rolv Wesenlund, attore, cantante e musicista norvegese († 2013)
- 17 settembre - Angelo Zanolli, attore italiano († 1999)
- 18 settembre - Román Arámbula, fumettista, illustratore e animatore messicano († 2020)
- 18 settembre - Giovanni Filocamo, politico italiano
- 18 settembre - Ruth Hesse, mezzosoprano tedesco († 2024)
- 18 settembre - Francesco Paolo Schena, arbitro di calcio italiano († 2014)
- 19 settembre - David Hess, attore e cantautore statunitense († 2011)
- 19 settembre - Al Oerter, discobolo statunitense († 2007)
- 20 settembre - Tarcisio Andreolli, politico italiano
- 20 settembre - Andrew Davies, sceneggiatore e scrittore britannico
- 20 settembre - Franco Ferrucci, scrittore e traduttore italiano († 2010)
- 20 settembre - Salvador Reyes, calciatore messicano († 2012)
- 20 settembre - Ami Shelef, cestista israeliano († 1988)
- 20 settembre - Danilo Torriglia, calciatore italiano († 2016)
- 21 settembre - Teresa Gimpera, attrice, modella e imprenditrice spagnola († 2024)
- 21 settembre - Dickey Lee, cantante statunitense
- 21 settembre - Jurij Michajlovič Lužkov, politico russo († 2019)
- 21 settembre - Mario Mariotti, artista italiano († 1997)
- 21 settembre - Sunny Murray, musicista e batterista statunitense († 2017)
- 21 settembre - Nicos Poulantzas, sociologo e filosofo greco († 1979)
- 22 settembre - Peter Donnelly, ex calciatore inglese
- 22 settembre - Maurice Evans, allenatore di calcio e calciatore inglese († 2000)
- 22 settembre - Mario Forte, politico italiano († 2025)
- 22 settembre - Roger Fritz, attore, regista e produttore cinematografico tedesco († 2021)
- 22 settembre - Art Metrano, attore e comico statunitense († 2021)
- 22 settembre - Marcel Paterni, sollevatore francese († 2019)
- 22 settembre - Owen Roizman, direttore della fotografia statunitense († 2023)
- 22 settembre - Cliff Sear, allenatore di calcio e calciatore gallese († 2000)
- 22 settembre - Bobby Whitehead, ex calciatore inglese
- 22 settembre - Warren Woodcock, tennista e allenatore di tennis australiano († 2022)
- 23 settembre - Rink Babka, discobolo statunitense († 2022)
- 23 settembre - Pete Brennan, cestista statunitense († 2012)
- 23 settembre - Fiorella Cova, ballerina italiana
- 23 settembre - George Eastham, calciatore e allenatore di calcio inglese († 2024)
- 23 settembre - Roland Guillas, calciatore francese († 2022)
- 23 settembre - Franco Mora, ex hockeista su pista e allenatore di hockey su pista italiano
- 23 settembre - Valentín Paniagua, politico peruviano († 2006)
- 23 settembre - Eugène Saccomano, scrittore e telecronista sportivo francese († 2019)
- 23 settembre - Massimo Luigi Salvadori, storico e politico italiano
- 23 settembre - Sylvain Saudan, scialpinista e alpinista svizzero († 2024)
- 24 settembre - Homero Guaglianone, ex calciatore uruguaiano
- 24 settembre - Jim Henson, artista, inventore e fumettista statunitense († 1990)
- 24 settembre - John Magee, vescovo cattolico irlandese
- 24 settembre - Gian Pietro Testa, giornalista, poeta e scrittore italiano († 2023)
- 24 settembre - Marta Tomelli, cantante italiana († 2003)
- 25 settembre - Pierre Carniti, sindacalista e politico italiano († 2018)
- 25 settembre - Juliet Prowse, ballerina e attrice sudafricana († 1996)
- 25 settembre - Ileana Sărăroiu, cantante rumena († 1979)
- 25 settembre - Moussa Traoré, generale e politico maliano († 2020)
- 26 settembre - Joseph Doré, teologo, storico delle religioni e arcivescovo cattolico francese
- 26 settembre - Imme Dros, scrittrice olandese
- 26 settembre - Mike Farmer, ex cestista e allenatore di pallacanestro statunitense
- 26 settembre - Sue Kelly, politica statunitense
- 26 settembre - Winnie Madikizela-Mandela, politica sudafricana († 2018)
- 26 settembre - Walter Martin, ciclista su strada, pistard e ciclocrossista italiano († 2020)
- 26 settembre - Tadao Nagahama, regista giapponese († 1980)
- 26 settembre - Luís Fernando Veríssimo, scrittore e giornalista brasiliano
- 27 settembre - Don Cornelius, conduttore televisivo e produttore televisivo statunitense († 2012)
- 27 settembre - Pedro Cuatrecasas, biochimico spagnolo († 2025)
- 27 settembre - Francesco Delfino, generale italiano († 2014)
- 27 settembre - Jean-Marc Ela, presbitero, teologo e sociologo camerunese († 2008)
- 27 settembre - Bruno Gironcoli, scultore austriaco († 2010)
- 27 settembre - Sancho Gracia, attore spagnolo († 2012)
- 27 settembre - Şeref Has, calciatore turco († 2019)
- 27 settembre - Fernando Pannullo, attore teatrale, regista teatrale e drammaturgo italiano († 2019)
- 27 settembre - Michele Straniero, cantautore, musicologo e giornalista italiano († 2000)
- 28 settembre - Sherwood Boehlert, politico statunitense († 2021)
- 28 settembre - Enrico Bonatti, geologo italiano
- 28 settembre - Pier Quinto Cariaggi, produttore discografico, giornalista e paroliere italiano († 1995)
- 28 settembre - Emmett Chapman, polistrumentista, inventore e imprenditore statunitense († 2021)
- 28 settembre - Luciano Garibaldi, giornalista e saggista italiano († 2024)
- 28 settembre - Robert Wolders, attore olandese († 2018)
- 28 settembre - Domingos de Oliveira, attore, drammaturgo e regista brasiliano († 2019)
- 28 settembre - Toer van Schayk, ballerino, coreografo e scenografo olandese
- 29 settembre - Giorgio Bartolini, dirigente sportivo e ex calciatore italiano
- 29 settembre - Silvio Berlusconi, imprenditore e politico italiano († 2023)
- 29 settembre - Giulio Bisulli, pilota automobilistico italiano († 1983)
- 29 settembre - Luiz Daniel, pallanuotista brasiliano
- 29 settembre - James Frawley, regista, attore e produttore televisivo statunitense († 2019)
- 29 settembre - Ėdvard Stanislavovič Radzinskij, scrittore, drammaturgo e storico russo
- 29 settembre - James Roberts, velocista liberiano
- 29 settembre - Arch Whiting, attore statunitense († 2007)
- 30 settembre - Edgardo González, calciatore uruguaiano († 2007)
- 30 settembre - Meg Johnson, attrice e cantante britannica († 2023)
- 30 settembre - Theo Püll, altista tedesco († 2023)
- 30 settembre - Peter Stiegnitz, sociologo ungherese († 2017)